# Буряк, Иван Макарович
Буряк Иван Макарович (18 февраля 1925, Покотилово, Киевская губерния — 22 февраля 1997, Кривой Рог, Днепропетровская область) — советский шахтёр, новатор производства. Почётный горняк СССР, Герой Социалистического Труда (1958).

## Биография
Родился 18 февраля 1925 года в селе Покотилово (ныне в Кировоградской области Украины).
Получил среднее образование. Член КПСС с 1959 года.
В 1948—1979 годах — бурильщик, крепильщик, бригадир бурильщиков, инструктор бурения скважин шахты имени Ворошилова («Саксагань») рудоуправления имени Ф. Э. Дзержинского треста «Дзержинскруда». Выводил шахту на проектную мощность.
Новатор производства, инициатор внедрения комбинированного метода бурения взрывных скважин на железорудных шахтах. Выводил бригады, которыми руководил, в число передовых. Последователь и друг донецкого шахтёра Николая Мамая. В 1957 году добился добычи руды по 3,5 тонн на каждого члена бригады, при этом снижая себестоимость трудовых процессов на 40 копеек. Испытывал и совершенствовал бурильную технику, консультировал её конструкторов. Инициатор начинания труда без отстающих во всех отраслях народного хозяйства Кривбасса. Наставник и рационализатор. Несколько раз избирался депутатом местных органов власти. Был участником ВДНХ СССР и УССР.
Умер 22 февраля 1997 года в Кривом Роге, где и похоронен на Центральном кладбище.

## Награды
- Медаль «Серп и Молот» (19.07.1958);
- Орден Ленина (19.07.1958);
- Медаль «В ознаменование 100-летия со дня рождения Владимира Ильича Ленина»;
- Почётный горняк СССР;
- знак «Шахтёрская слава» 3-й степени;
- медали.

## Память
- В 1957 году вышла книга «Бурильщик Иван Буряк» авторства писателя Николая Миколаенко;
- Имя на Стеле Героев в Кривом Роге.